# Campeonato Mundial de Pentatlón Moderno de 2017
El LVII Campeonato Mundial de Pentatlón Moderno se celebró en El Cairo (Egipto) entre el 21 y el 28 de agosto de 2017 bajo la organización de la Unión Internacional de Pentatlón Moderno (UIPM) y la Federación Egipcia de Pentatlón Moderno.
Las competiciones se realizaron en las instalaciones del Club Pegasus de la capital egipcia.

## Concurso masculino

### Individual
| Puesto | Atleta            | País          | ESG | NAT | HÍP | COM | Total |
| ------ | ----------------- | ------------- | --- | --- | --- | --- | ----- |
| Oro    | Jung Jin-Hwa      | Corea del Sur | 252 | 307 | 291 | 550 | 1400  |
| Plata  | Róbert Kasza      | Hungría       | 246 | 302 | 293 | 552 | 1393  |
| Bronce | Justinas Kinderis | Lituania      | 222 | 293 | 290 | 577 | 1382  |

### Equipos
| Puesto | País          | ESG | NAT | HÍP | COM  | Total |
| ------ | ------------- | --- | --- | --- | ---- | ----- |
| Oro    | Egipto        | 615 | 881 | 783 | 1675 | 3954  |
| Plata  | Polonia       | 580 | 896 | 837 | 1634 | 3947  |
| Bronce | Corea del Sur |     |     |     |      | 3764  |

### Relevos
| Puesto | Atletas                             | País          | ESG | NAT | HÍP | COM | Total |
| ------ | ----------------------------------- | ------------- | --- | --- | --- | --- | ----- |
| Oro    | Jun Woong-Tae Hwang Woo-Jin         | Corea del Sur | 238 | 330 | 289 | 565 | 1422  |
| Plata  | Christian Zillekens Alexander Nobis | Alemania      | 215 | 320 | 297 | 587 | 1419  |
| Bronce | Ilia Palazkov Pavel Tsijanau        | Bielorrusia   | 222 | 322 | 283 | 580 | 1407  |

## Concurso femenino

### Individual
| Puesto | Atleta                | País        | ESG | NAT | HÍP | COM | Total |
| ------ | --------------------- | ----------- | --- | --- | --- | --- | ----- |
| Oro    | Gulnaz Gubaidulina    | Rusia       | 209 | 293 | 299 | 481 | 1292  |
| Plata  | Zsófia Földházi       | Hungría     | 220 | 289 | 293 | 483 | 1285  |
| Bronce | Anastasiya Prokopenko | Bielorrusia | 205 | 264 | 293 | 519 | 1281  |

### Equipos
| Puesto | País     | ESG | NAT | HÍP | COM  | Total |
| ------ | -------- | --- | --- | --- | ---- | ----- |
| Oro    | Hungría  | 626 | 847 | 879 | 1440 | 3792  |
| Plata  | Rusia    | 638 | 844 | 865 | 1432 | 3779  |
| Bronce | Alemania | 689 | 811 | 742 | 1463 | 3705  |

### Relevos
| Puesto | Atletas                       | País     | ESG | NAT | HÍP | COM | Total |
| ------ | ----------------------------- | -------- | --- | --- | --- | --- | ----- |
| Oro    | Annika Schleu Lena Schöneborn | Alemania | 226 | 297 | 287 | 466 | 1276  |
| Plata  | Mariam Amer Sondos Abubakr    | Egipto   | 190 | 291 | 300 | 462 | 1243  |
| Bronce | Shino Yamanaka Rena Shimazu   | Japón    | 214 | 297 | 258 | 469 | 1238  |

## Relevo mixto
| Puesto | Atletas                         | País     | ESG | NAT | HÍP | COM | Total |
| ------ | ------------------------------- | -------- | --- | --- | --- | --- | ----- |
| Oro    | Ronja Steinborn Alexander Nobis | Alemania | 226 | 305 | 293 | 567 | 1391  |
| Plata  | Haydy Morsy Eslam Hamad         | Egipto   | 234 | 298 | 293 | 556 | 1381  |
| Bronce | Julie Belhamri Valentin Belaud  | Francia  | 197 | 304 | 284 | 585 | 1370  |

## Medallero
| Núm. | País          | Oro | Plata | Bronce | Total |
| ---- | ------------- | --- | ----- | ------ | ----- |
| 1    | Alemania      | 2   | 1     | 1      | 4     |
| 2    | Corea del Sur | 2   | 0     | 1      | 3     |
| 3    | Egipto        | 1   | 2     | 0      | 3     |
| 3    | Hungría       | 1   | 2     | 0      | 3     |
| 5    | Rusia         | 1   | 1     | 0      | 2     |
| 6    | Polonia       | 0   | 1     | 0      | 1     |
| 7    | Bielorrusia   | 0   | 0     | 2      | 2     |
| 8    | Francia       | 0   | 0     | 1      | 1     |
| 8    | Japón         | 0   | 0     | 1      | 1     |
| 8    | Lituania      | 0   | 0     | 1      | 1     |
|      | TOTAL         | 7   | 7     | 7      | 21    |